# 第45普通科連隊
第45普通科連隊（だいよんじゅうごふつうかれんたい、JGSDF 45th Infantry Regiment）は、陸上自衛隊大久保駐屯地（京都府宇治市）に駐屯していた第3師団隷下の普通科連隊で1994年（平成6年）3月28日に廃止された。

## 概要
1970年（昭和45年）3月に陸上自衛隊で45番目に編成された普通科連隊であり、連隊長は、1等陸佐（二）をもって充てられ、連隊本部、本部管理中隊、4個普通科中隊および重迫撃砲中隊により編成されていた。
中期防衛力整備計画（平成3年 - 平成7年）により第3師団が（甲）編成から（乙）編成への改編のため、整理削減対象となり1994年（平成6年）3月に廃止となった。

## 沿革
- 1970年（昭和45年）3月10日：第45普通科連隊が大久保駐屯地において編成完結。
- 1992年（平成04年）3月27日：第3師団の近代化改編に伴い、自動車化連隊に改編。
- 1994年（平成06年）3月28日：第45普通科連隊（大久保駐屯地）が廃止[1]。

## 廃止時の部隊編成
- 第45普通科連隊本部
- 本部管理中隊「45普-本」
- 第1普通科中隊「45普-1」
- 第2普通科中隊「45普-2」
- 第3普通科中隊「45普-3」
- 第4普通科中隊「45普-4」
- 重迫撃砲中隊「45普-重」

## 歴代の連隊長
| 代 | 氏名       | 在職期間                        | 前職                                        | 後職                                |
| -- | ---------- | ------------------------------- | ------------------------------------------- | ----------------------------------- |
| 01 | 藤森哲雄   | 1970年03月10日 - 1972年03月15日 | 第3師団司令部勤務                           | 自衛隊岡山地方連絡部長              |
| 02 | 廣松幸男   | 1972年03月16日 - 1974年03月15日 | 陸上幕僚監部第2部勤務                       | 東北方面総監部募集課長              |
| 03 | 時津勇     | 1974年03月16日 - 1976年08月01日 | 陸上自衛隊富士学校学校教官                  | 檜町警備隊長                        |
| 04 | 埴原善良   | 1976年08月02日 - 1978年03月15日 | 陸上自衛隊関西地区補給処総務部長            | 富士教導団副団長                    |
| 05 | 志賀謙三   | 1978年03月16日 - 1980年03月16日 | 陸上幕僚監部人事部人事計画課 予備自衛官班長 | 中部方面総監部調査部長              |
| 06 | 井上祐次郎 | 1980年03月17日 - 1982年03月15日 | 東部方面総監部人事部人事課長                | 第2混成団本部高級幕僚               |
| 07 | 福留真信   | 1982年03月16日 - 1984年06月30日 | 対馬警備隊長 兼 対馬駐とん地司令            | 自衛隊大分地方連絡部長              |
| 08 | 坂聖夫     | 1984年07月01日 - 1987年03月15日 | 陸上自衛隊富士学校研究員                    | 防衛研究所所員                      |
| 09 | 内藤茂雄   | 1987年03月16日 - 1989年07月31日 | 対馬警備隊長 兼 対馬駐屯地司令              | 自衛隊体育学校総務課長              |
| 10 | 庄嶋徹     | 1989年08月01日 - 1991年06月30日 | 陸上自衛隊幹部学校学校教官                  | 陸上自衛隊富士学校普通科部 教育課長 |
| 末 | 堀尾鐵三   | 1991年07月01日 - 1994年03月27日 | 陸上幕僚監部監理部総務課 渉外班長           | 陸上自衛隊幹部学校勤務              |